# Хейнс, Рой
Рой Оуэн Хейнс (англ. Roy Owen Haynes; 13 марта 1925, Бостон — 12 ноября 2024, Нассо, Нью-Йорк) — американский джазовый барабанщик. Один из самых известных и часто записывавшихся барабанщиков в мире джаза. Лауреат Grammy Lifetime Achievement Award за 2011 год. За более чем 70-летнюю карьеру он играл свинг, бибоп, джаз-фьюжн, авангардный джаз и считается отцом современной джазовой игры на барабанах. Snap Crackle — это прозвище, данное ему в 1950-х годах.

## Карьера
Рой Хейнс играл вместе с Чарли Паркером  и Диззи Гиллеспи в 1951 году на записи Night in Tunisia.
Был членом группы Circle, существовавшей с 1970 по 1971 год. Он руководил джаз-бэндом Hip Ensemble. Его альбомы Fountain of Youth and Whereas были номинированы на премию «Грэмми». Хэйнс введён в Зал славы авторитетного издания Modern Drummer в 1999 году. Его сын Грэм — корнетист, сын Крейг и внук Маркус Гилмор — барабанщики.
25 июня 2019 года The New York Times упомянул Хэйнса среди сотен артистов, чьи материалы были уничтожены в результате крупного пожара на Universal Studios Hollywood летом 2008 года.
Умер 12 ноября 2024 года в возрасте 99 лет в округе Нассо, штат Нью-Йорк, на южном берегу Лонг-Айленда.